# The Spark
Pour les articles homonymes, voir Spark.
 (août 2013).
Si vous disposez d'ouvrages ou d'articles de référence ou si vous connaissez des sites web de qualité traitant du thème abordé ici, merci de compléter l'article en donnant les références utiles à sa vérifiabilité et en les liant à la section « Notes et références ».
The Spark (« L’Étincelle ») est une organisation communiste révolutionnaire d’inspiration trotskiste, présente aux États-Unis . Elle partage les idées du parti français Lutte ouvrière et de son regroupement international.
The Spark est issue d'une fraction au sein de la Ligue spartakiste qui a été attirée par le groupe français Voix ouvrière et sa méthode de propagande dans les entreprises. Ils se sont alliés avec les Turnerites (en) contre la direction, avant que la ligue ne les expulse en 1968. D'après les mémoires d'une des fondatrices du groupe, les membres originels ont été expulsés avant d'avoir pu former une fraction et se sont ensuite regroupé autour de la diffusion des bulletins d'usines. Cette tendance s'est formellement organisée sous le nom de « Spark » en 1971, avec deux adresses, à Detroit et à Baltimore.
L'organisation a commencé à diffuser un magazine mensuel, The Spark, en juillet 1971, qui est devenu un bimensuel en 1976. Elle a également produit une variété de bulletins d'entreprises dans les usines locales, comme la Ford Spark, Eldon Spark, etc. Un autre magazine, Lutte de classe, est diffusé depuis 1980.
En 2014, The Spark impulse la création du Working Class Party (en), qui se présente depuis aux élections locales du Michigan puis des États environnants.
Depuis début 2022 The Spark est publié comme the Voice of The Communist League of Revolutionary Workers–Internationalist.

## Publications
- The people's democracies: are they socialist states?: the meaning of their present evolution toward a liberation by Voix Ouvriere Detroit, MI: The Spark, 1966
- For a Trotskyist Organization in the Working Class Baltimore : The Spark, 1971
- Chile 1973: the tragedy of frontist politics Detroit, MI : The Spark, 1973
- The double nature of the mass communist parties Detroit, MI : The Spark, 1976
- Workers states or bourgeois?: what determines the class nature of a state? Detroit, MI : The Spark, 1976
- Revolutionaries and Trade Union Activity: reprints of articles from the class struggle Detroit, MI : The Spark, 1977